# Alistair Bond
Alistair Bond (* 16. August 1989 in Dunedin) ist ein neuseeländischer Leichtgewichts-Ruderer. 
Der 1,85 m große Alistair Bond rudert seit 2003. Er nahm 2012 an den Weltmeisterschaften in den nicht-olympischen Bootsklassen teil und belegte den zehnten Platz im Leichtgewichts-Zweier ohne Steuermann. 2014 debütierte er im Ruder-Weltcup, wo er zusammen mit Adam Ling im Leichtgewichts-Doppelzweier antrat. Bei den Weltmeisterschaften 2014 erreichten die beiden nur das C-Finale. Sie traten zu diesem Rennen aber nicht mehr an, weil Alistair Bond als Ersatzmann für den verletzten James Lassche in den Leichtgewichts-Vierer ohne Steuermann rückte. Im Weltmeisterschafts-Finale gewann der dänische Vierer vor den Neuseeländern mit James Hunter, Alistair Bond, Peter Taylor und Curtis Rapley und den Briten. 2015 gewann Bond mit dem Leichtgewichts-Vierer zwei Weltcup-Regatten, bei den Weltmeisterschaften belegten Hunter, Bond, Lassche und Rapley den vierten Platz. Auch 2016 gewann der neuseeländische Vierer zwei Weltcup-Regatten. Für die Olympischen Spiele 2016 nominierte der neuseeländische Verband Lassche, Taylor, Bond und Hunter, die vier Ruderer erreichten den fünften Platz.
Alistair Bond startet für den Otago University Rowing Club. Er ist der jüngere Bruder des Ruder-Olympiasiegers Hamish Bond.